# 木下源吾
木下 源吾（きのした げんご、1891年〈明治24年〉8月8日 - 1965年〈昭和40年〉11月26日）は、日本の政治家。参議院議員（2期）。

## 経歴
北海道出身。明治大学専門部中退。第7師団の御用商人としてシベリアに渡り、後に新聞記者となる。1925年、政治研究会旭川支部の結成に参加。1926年、旭川市会議員。労働農民党、社会大衆党の中央委員を経て、1945年、日本社会党初代北海道委員長に就任。
1947年4月、第1回参議院議員通常選挙で北海道選挙区から出馬して当選（任期3年）し、1950年の参院選でも再選されたが、1956年の参院選では社会党の公認争いから社会党道本部から除名処分を受けながら再選を目指すも落選に終わった。
1959年の旭川市長選挙に無所属で立候補したが、現職で自由民主党公認の前野與三吉に敗れた。
1965年11月26日死去、74歳。死没日をもって勲二等瑞宝章追贈、従四位に叙される。